# Hans-Dietrich Genscher
Hans-Dietrich Genscher, né le 21 mars 1927 à Reideburg et mort le 31 mars 2016 à Wachtberg, est un avocat et homme d'État allemand membre du Parti libéral-démocrate (FDP).
Engagé dès 1946 chez les libéraux, il quitte l'Allemagne de l'Est en 1952. Il exerce alors la profession d'avocat à l'Ouest et se fait recruter par le groupe FDP au Bundestag en 1962. En 1965, il est élu à 38 ans député fédéral et entame une carrière de près de trente ans. Pour ce premier mandat, il prend les fonctions de secrétaire général du groupe parlementaire.
Avec la formation d'une coalition sociale-libérale par le chancelier fédéral social-démocrate Willy Brandt, il est nommé en 1969 ministre fédéral de l'Intérieur. Après la démission de Brandt puis l'élection de Walter Scheel à la présidence fédérale, il devient en mai 1974 vice-chancelier et ministre fédéral des Affaires étrangères des gouvernements d'Helmut Schmidt. Il est élu président fédéral du FDP en octobre suivant.
Il démissionne finalement du cabinet en septembre 1982 afin de forcer à un changement de majorité et permettre l'investiture du chrétien-démocrate Helmut Kohl à la chancellerie. Cette opération réussie, il est renommé dans ses fonctions en octobre. Il abandonne la direction du Parti libéral en 1985 et joue un rôle de premier plan dans la réunification allemande.
Il quitte le gouvernement fédéral en mai 1992, après y avoir siégé un total 22 ans et 6 mois, dont 18 années cumulées à la direction de la diplomatie allemande. Il continue de siéger au Bundestag et se fait réélire pour un dernier mandat parlementaire en 1994. En 1998, il se retire de la vie politique.

## Biographie

### Soldat
Hans-Dietrich Genscher grandit dans un milieu bourgeois rural conservateur. Son père, syndicaliste d'une coopérative agricole, meurt en 1937. En 1943, l'orphelin de seize ans est incorporé dans la Luftwaffe comme auxiliaire et effectue son Reichsarbeitsdienst dans le Harz. Il est membre du Parti national-socialiste des travailleurs allemands (NSDAP) en 1944 à l'âge de 17 ans. Genscher affirme qu'il s'agissait d'une demande commune (Sammelantrag) faite par son unité et qu'il n'avait pas connaissance de cette procédure. Il voulait devenir officier de réserve, c'est pourquoi il se manifeste auprès de la Wehrmacht pour, selon ses dires, éviter un recrutement de force par les Waffen-SS. En 1945, lors de la bataille de Berlin, il se trouve, en tant que soldat de deuxième classe, être dans le groupe d'armée Wenck, dernier espoir d'Adolf Hitler face aux Alliés. Fait prisonnier, il est libéré après une courte période de captivité.

### Études
Hans-Dieter Genscher passa son Abitur en mars 1946. Après des études de droit à la faculté de droit et de sciences économiques de l'université de Halle, puis à celle de Leipzig, il réussit ses derniers examens en 1949 et devient avocat, l'année même où est créée la nouvelle RDA. Atteint d'une grave tuberculose lors de l'hiver 1946/47, il passe trois mois dans un sanatorium. Pas totalement guéri de la maladie, Genscher fut contraint à de longs séjours hospitaliers les dix années suivantes .

### Engagement politique
En 1946, Hans-Dietrich Genscher adhère au Parti libéral-démocrate, le LDPD (différent du Parti libéral-démocrate de l'Ouest, le FDP) de la zone d’occupation soviétique, mais comprend vite que ce parti ne sert qu'à entretenir l'illusion du multipartisme, alors que le SED communiste accapare tous les pouvoirs. En 1952, comme des milliers de ses compatriotes, il « vote avec les pieds » et choisit la liberté en partant pour la RFA, quittant sa région natale englobée dans le territoire de la RDA.
Dès son arrivée en Allemagne de l'Ouest, il adhère au Parti libéral-démocrate (ou FDP) et passe un examen de droit à l'université de Hambourg, dans le but d'exercer la profession d'avocat dans ce nouvel Etat. Il s'installe alors à Brême. Plus tard, lorsqu'il sera au gouvernement, il s'installera dans une villa à Wartbech-Post, près de la capitale ouest-allemande, Bonn.

### Carrière politique
De 1962 à 1964, Hans-Dietrich Genscher occupe une fonction dirigeante en tant qu'assistant du groupe parlementaire du FDP au Bundestag, et dès 1965 il est élu député. En 1968, il accède au poste de vice-président de son parti. Lors de la première coalition entre le SPD et le FDP, dirigée par le chancelier Willy Brandt de 1969 à 1974, il occupe le poste de ministre fédéral de l’Intérieur durant les deux gouvernements successifs. Il est alors le premier libéral-démocrate à occuper ce poste depuis 1949.
De 1974 à 1985 il devient président de son parti et est nommé ministre fédéral des Affaires étrangères et vice-chancelier, fonctions qu'il occupe de 1974 à 1982 dans le gouvernement de Helmut Schmidt. Cependant, Hans-Dietrich Genscher est à l'origine du renversement d'alliance qui va porter au pouvoir les chrétiens-démocrates d'Helmut Kohl, ce qui lui permet, de 1982 à 1992, de continuer à être ministre des Affaires étrangères et vice-chancelier. Cette « trahison » provoque alors le départ d'un tiers des militants du FDP.

## Action politique

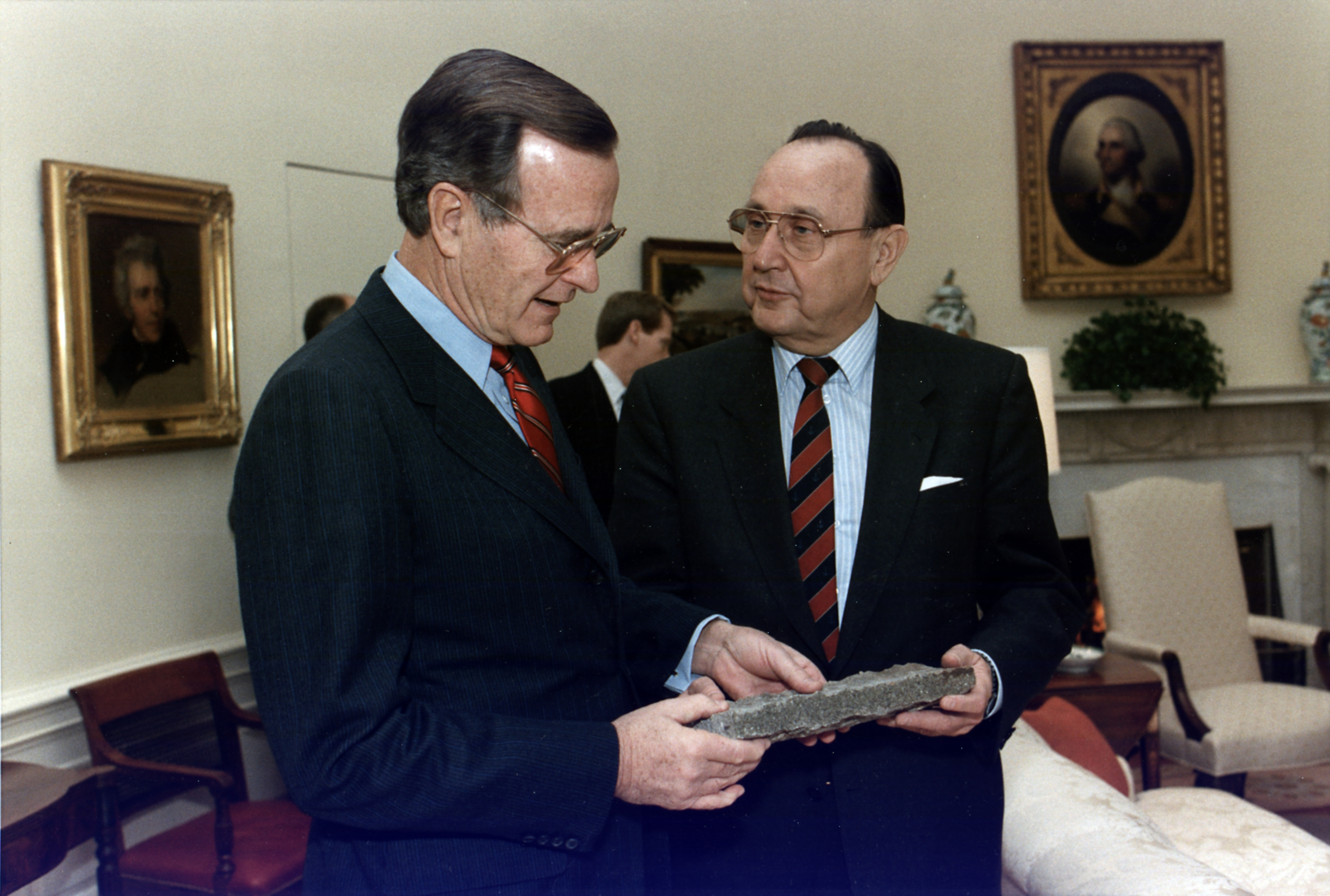
Le président des États-Unis George Bush père et Hans-Dietrich Genscher, le 21 novembre 1989 dans le bureau ovale, avec un fragment du mur de Berlin.

### L'Europe
Au niveau de l'Union européenne, Hans-Dietrich Genscher est persuadé de la nécessité du renforcement du pilier franco-allemand qu’il juge indispensable à l'amélioration de l'efficacité au sein de la Communauté (constituée à l'époque de dix pays), et contribue à la relance du volet politique de la coopération européenne en proposant en 1981, en association avec le ministre italien des Affaires étrangères, Emilio Colombo, un renforcement de la coopération politique européenne (CPE), aussi appelée plan d'Acte européen, portant sur le développement d'une politique étrangère commune, l'harmonisation des législations, la concertation au niveau européen en matière d'ordre public et de lutte anti-terrorisme, et le renforcement du rôle du Parlement.

### Relations avec l'URSS
Persuadé que la guerre froide agrandit la plaie de la séparation des deux Allemagnes, il s'efforce en toute occasion de favoriser toutes les initiatives de détente, de dialogue et de négociation afin de conserver des liens politiques et culturels en vue de futures perspectives de réunification, car il estime que la coupure du pays était seulement idéologique et de la responsabilité des hiérarques du Kremlin. Il est ainsi l'initiateur d'une Ostpolitik réaliste afin de favoriser le dialogue avec les Soviétiques. Cette politique étrangère est longtemps non comprise par les gouvernements alliés et par de nombreux analystes politiques, et il est accusé de « philosoviétisme ». Cette politique permet d'aboutir aux accords d'Helsinki ; cependant, durant la coalition avec Helmut Kohl, il parvient à endiguer le flot pacifiste lors de la crise des euromissiles et résiste fermement aux manœuvres politiques et diplomatiques de l'Union soviétique. 

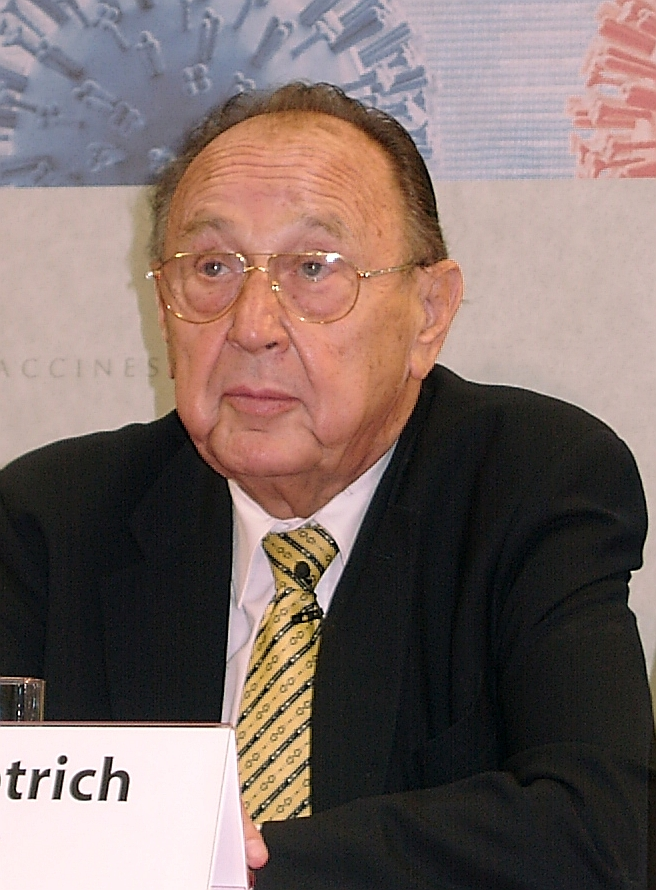
Hans-Dietrich Genscher en 2001.

En 1987, après l'avènement de Mikhail Gorbatchev, Genscher appelle l'Occident à « prendre au mot » le discours novateur du dirigeant soviétique dans sa volonté de réformes, mais en 1989, lorsqu'il refuse de moderniser les missiles nucléaires à courte portée, les pays anglo-saxons critiquent sa politique de désarmement et de coopération volontariste avec l'Union soviétique et l'Allemagne de l'Est. Lors du quarantième sommet de l'OTAN, fin mai 1989, il propose une « troisième option zéro » prévoyant le démantèlement en Europe des missiles nucléaires à courte portée (moins de 500 km, comprenant donc les missiles Lance) après ceux à longue et moyenne portée. Cette option est jugée comme laissant une supériorité militaire quantitative écrasante aux forces du Pacte de Varsovie, qui disposent à l'époque de quatre fois plus de missiles et de forces conventionnelles que les forces de l'OTAN en Europe.

### Les réfugiés allemands
En 1989, son travail auprès des ministres des Affaires étrangères de Tchécoslovaquie, de Pologne, de RDA et d'URSS contribue à la résolution de la crise des réfugiés est-allemands présents dans les ambassades de la RFA à Prague et à Varsovie. Le 30 septembre, dans une intervention célèbre, il annonce depuis le balcon de la mission diplomatique de la République fédérale à Prague aux réfugiés que la RDA les autorise à quitter leur pays pour émigrer librement en RFA. Il prononça les mots suivants : « Nous sommes venus vers vous aujourd'hui pour vous dire qu'aujourd'hui votre départ… [quand la foule éclata de joie et rendit inaudible la fin de son discours]… a été rendu possible » (en allemand : « Wir sind zu Ihnen gekommen, um Ihnen mitzuteilen, dass heute Ihre Ausreise… Möglich geworden ist »).
Son homologue est-allemand, qui considère ces réfugiés comme des asociaux, déclare : « Ces hommes n'auraient pas retrouvé de place dans le processus social normal de la RDA ». Cette résolution de crise est une étape importante dans le processus aboutissant à la fin de la RDA. Le 18 octobre Erich Honecker démissionne et Gorbatchev déclare : « Nous ne relâcherons pas nos efforts pour l'établissement d'un ordre de paix européen, une maison européenne commune, où le rideau de fer rouillera, où il se disloquera, comme nous le souhaitons tous [pour] créer une Europe […] qui ouvre ses frontières, et qui rende partout les réformes possibles ».

### La réunification
Genscher négocie la réunification allemande en 1990 avec son homologue de la RDA, Markus Meckel. En novembre 1990 Genscher et Krzysztof Skubiszewski, son homologue polonais, signent le traité sur la frontière germano-polonaise reconnaissant la ligne Oder-Neisse comme frontière occidentale de la Pologne.

## Distinctions
- Ordre de la Croix de Terra Mariana de première classe